# Анналы Люй Бувэя
Люйши чуньцю (кит. трад. 呂氏春秋, пиньинь Lǚshì chūnqiū — «Вёсны и осени господина Люя») — китайский энциклопедический текст эпохи Воюющих царств, созданный в царстве Цинь под патронажем Люй Бувэя в III веке до н. э.
Степень сохранности и завершённости текста является объектом споров. Согласно Сыма Цяню, Люй выставил готовое произведение на столичном рынке, с надписью, подстрекающей знатоков за вознаграждение добавить или убавить хотя бы один иероглиф к написанному. Предполагается, однако, что легенда касается только первого из трёх ныне известных разделов текста, который отличается наибольшей цельностью.

## Структура и содержание
Текст состоит из 26 книг (цзюаней), которые образуют три раздела:

### Цзи(Замета)紀 (12)
1—12 содержат по 5 глав, каждая из которых начинается описанием сезонных ритуалов и примет. Описывают годичный цикл и связанные с ним культурные реалии.
Между цзи и последующим текстом располагается эссе Сюй и 序意 («послесловие» или «введение»), датирующее создание книги 239 годом до н. э.

### Лань (Обзор)覽 (8)
13—20 цзюани. Книга 13 занимает осевое положение относительно остальных: предполагается, что она могла представлять собой тематический указатель к остальным книгам, но осталась незавершённой либо была утрачена. Она состоит из 7 глав. Книги 14—20 состоят из 8 глав каждая.

### Лунь (Суждение)論 (6)
21—26 цзюани содержат по 6 глав.
Очевидно, что за организацией текста стоял некий нумерологический принцип. Современные учёные затрудняются в отслеживании тематической цельности материала, представленного вне годичного цикла цзи.

## Параллели
Название «чуньцю» отсылает к жанру исторических хроник, известному по одноимённой летописи царства Лу. Одно из называний Цзо чжуань, Цзоши чуньцю 左氏春秋, демонстрирует, что ранние библиографы рассматривали «Цзо» и «Люйши» как равновеликие, либо сходные по концепции. Поскольку категоризация сочинений доимперского периода происходила во времена династии Хань, ни название самого сочинения, ни его оглавление не могут считаться безоговорочно принадлежащими его авторам.
Описание примет годичного цикла сходно с 夏小正 в Дадай лицзи и «時訓» в И-чжоу шу 逸周書, а также идентично главе «Юэ лин» 月令 Ли цзи.

## Идеология
Несмотря на заметную эклектичность произведения (что неудивительно при огромном количестве авторов, руководимых Люй Бувэем), «Анналы Люй Бувэя» обнаруживают тематическое единство, выступая образовательным текстом для идеального правителя. Показательно, что трактат использует термин «Сын Неба», который традиционно относился к вану дома Чжоу. Однако последний ван Чжоу, Нань, 周赧王 был убит в 256 году до н. э. (за 17 лет до написания Анналов). Таким образом, описание быта «сына Неба» в «Анналах» могло представлять собой воображаемую модель, задуманную для будущего объединителя Китая Цинь Шихуанди, который в детстве и юности был воспитанником Люй Бувэя.

## Отражение в языке
В китайском языке есть чэнъюй «высокие горы и текущие реки» (кит. 高山流水), образно обозначающий редкую родственную душу, или тонкое и изящное музыкальное произведение. Он происходит из истории, излагаемой в главе второй под названием «Самое вкусное» (кит. 本味) книги четырнадцатой «Люйши Чуньцю». Там рассказывается о музыканте-виртуозе Бо Я, игравшем на гуцине, и слушавшем его игру Чжун Цзыци, который был способен уловить заключённые в музыке Бо Я образы высокой горы Тайшань и быстро текущих рек:453:52—54:198.
Китайский чэнъюй «искать меч по зарубке на лодке» (кит. 刻舟求剑) является образным выражением, означающим следовать ранее существовавшему порядку вещей, не зная, что ввиду изменившейся ситуации стали другими суждения и методы. Он восходит к преданию из главы восьмой под названием «Изучая современность» (кит. 察今) книги пятнадцатой «Люйши Чуньцю»:239. Согласно ему, переправлявшийся через Янцзы на лодке чусец уронил в воду меч и сделал зарубку на планшире лодки в месте падения меча, а когда лодка уже проплыла вперёд, безуспешно пытался найти меч по зарубке:774. Этот чэнъюй в 2010-х годах был очень распространённым потому, что каждый ребёнок в Китае по заданию учителей и родителей заучивал связанную с ним историю, и ввиду того, что он всё ещё мог быть применён ко многим людям:88—90.
С этим трактатом также связана история чэнъюя «каждое слово на вес золота» (кит. 一字千金) (досл. каждый иероглиф стоит тысячу золота). Когда труд был завершён и публично выставлен у ворот столицы Сяньян, Люй Бувэй предложил заплатить тысячу монет золотом любому, кто сумеет добавить либо убрать хоть один иероглиф из трактата. Никто, впрочем, не осмелился подвергать критике такого влиятельного чиновника и внести какие-либо правки, но выражение сохранилось в значении «золотые слова», о произведениях идеальной законченности, точных и метких высказываниях, к чему ничего не прибавить и не убавить.